# Atletismo nos Jogos Olímpicos de Verão de 2008 - 400 m com barreiras feminino
A competição dos 400 metros com barreiras feminino nos Jogos Olímpicos de Verão de 2008 aconteceu nos dias 17 a 20 de Agosto no Estádio Nacional de Pequim. O padrão classificatório é 55.60 (padrão A) e 56.50 (padrão B).

## Medalhistas
| Ouro   | JAM Melanie Walker |
| Prata  | USA Sheena Tosta   |
| Bronze | GBR Tasha Danvers  |

## Recordes
Antes desta competição, os recordes mundiais e olímpicos da prova eram os seguintes:
| Tipo | Atleta            | Tempo | Local  | Data                 |
| ---- | ----------------- | ----- | ------ | -------------------- |
|      | Yuliya Pechonkina | 52.34 | Tula   | 8 de agosto de 2003  |
|      | Fani Halkia       | 52.77 | Atenas | 22 de agosto de 2004 |

## Resultados

### Eliminatórias
Regras de Qualificação: os três primeiros de cada eliminatória (Q) e os quatro seguintes mais rápidos (q) qualificaram-se para as Semifinais.
| #  | Eliminatória | Nome                  | País                  | Tempo   | Notas |
| -- | ------------ | --------------------- | --------------------- | ------- | ----- |
| 1  | 3            | Melaine Walker        | JAM Jamaica           | 54.46   | Q     |
| 2  | 4            | Ekaterina Bikert      | RUS Rússia            | 55.15   | Q     |
| 3  | 3            | Anastasiya Rabchenyuk | UKR Ucrânia           | 55.18   | Q     |
| 4  | 2            | Tasha Danvers         | GBR Grã-Bretanha      | 55.19   | Q, SB |
| 5  | 3            | Tsvetelina Kirilova   | BUL Bulgária          | 55.22   | Q, PB |
| 6  | 2            | Anastasiya Ott        | RUS Rússia            | 55.34   | Q     |
| 7  | 4            | Anna Jesień           | POL Polônia           | 55.35   | Q     |
| 8  | 1            | Tiffany Ross-Williams | USA Estados Unidos    | 55.51   | Q     |
| 9  | 1            | Irina Obedina         | RUS Rússia            | 55.71   | Q     |
| 10 | 2            | Nickiesha Wilson      | JAM Jamaica           | 55.75   | Q     |
| 11 | 1            | Satomi Kubokura       | JPN Japão             | 55.82   | Q, SB |
| 12 | 4            | Zuzana Hejnová        | CZE República Checa   | 55.91   | Q     |
| 13 | 3            | Queen Harrison        | USA Estados Unidos    | 55.96   | q     |
| 14 | 2            | Angela Morosanu       | ROU Romênia           | 56.07   | q, SB |
| 15 | 2            | Sheena Tosta          | USA Estados Unidos    | 56.12   | q     |
| 16 | 3            | Aïssata Soulama       | BUR Burquina Fasso    | 56.37   | q     |
| 17 | 1            | Shevon Stoddart       | JAM Jamaica           | 56.52   |       |
| 18 | 2            | Nikolina Horvat       | CRO Croácia           | 56.65   |       |
| 19 | 4            | Tatyana Azarova       | KAZ Cazaquistão       | 56.88   |       |
| 20 | 4            | Muna Jabir Adam       | SUD Sudão             | 57.16   |       |
| 21 | 1            | Ieva Zunda            | LAT Letônia           | 57.43   |       |
| 22 | 1            | Lucimar Teodoro       | BRA Brasil            | 57.68   |       |
| 23 | 4            | Josanne Lucas         | TRI Trinidad e Tobago | 57.76   |       |
| 24 | 3            | Carole Kaboud Mebam   | CMR Camarões          | 57.81   |       |
| 25 | 2            | Michelle Carey        | IRL Irlanda           | 57.99   |       |
| 26 | 4            | Laia Forcadell        | ESP Espanha           | 58.64   |       |
| 27 | 3            | Galina Pedan          | KGZ Quirguistão       | 1:00.31 |       |

### Semi-finais
Regras de qualificação: os quatro primeiros de cada semifinal (Q) avançaram para a Final.
| #  | Eliminatória | Nome                  | País                | Tempo | Notas |
| -- | ------------ | --------------------- | ------------------- | ----- | ----- |
| 1  | 1            | Sheena Tosta          | USA Estados Unidos  | 54.07 | Q     |
| 2  | 2            | Melaine Walker        | JAM Jamaica         | 54.20 | Q     |
| 3  | 1            | Tasha Danvers         | GBR Grã-Bretanha    | 54.31 | Q, SB |
| 4  | 1            | Anna Jesień           | POL Polônia         | 54.36 | Q     |
| 5  | 1            | Ekaterina Bikert      | RUS Rússia          | 54.38 | Q     |
| 6  | 2            | Anastasiya Rabchenyuk | UKR Ucrânia         | 54.60 | Q, PB |
| 7  | 1            | Nickiesha Wilson      | JAM Jamaica         | 54.67 |       |
| 8  | 1            | Anastasiya Ott        | RUS Rússia          | 54.74 | PB    |
| 9  | 2            | Tiffany Ross-Williams | USA Estados Unidos  | 54.99 | Q     |
| 10 | 2            | Zuzana Hejnová        | CZE República Checa | 55.17 | Q     |
| 11 | 2            | Aïssata Soulama       | BUR Burquina Fasso  | 55.69 | SB    |
| 12 | 2            | Irina Obedina         | RUS Rússia          | 55.69 |       |
| 13 | 2            | Queen Harrison        | USA Estados Unidos  | 55.88 |       |
| 14 | 2            | Tsvetelina Kirilova   | BUL Bulgária        | 55.97 |       |
| 15 | 1            | Satomi Kubokura       | JPN Japão           | 56.69 |       |
| 16 | 1            | Angela Morosanu       | ROU Romênia         | 57.67 |       |

### Final
| #                 | Pista | Nome                  | País                | Reacção | Tempo | Notas  |
| ----------------- | ----- | --------------------- | ------------------- | ------- | ----- | ------ |
| Medalha de ouro   | 6     | Melaine Walker        | JAM Jamaica         | 0.236   | 52.64 | OR, NR |
| Medalha de prata  | 5     | Sheena Tosta          | USA Estados Unidos  | 0.191   | 53.70 |        |
| Medalha de bronze | 7     | Tasha Danvers         | GBR Grã-Bretanha    | 0.189   | 53.84 | PB     |
| 4                 | 4     | Anastasiya Rabchenyuk | UKR Ucrânia         | 0.248   | 53.96 | PB     |
| 5                 | 9     | Anna Jesień           | POL Polônia         | 0.206   | 54.29 | SB     |
| 6                 | 2     | Ekaterina Bikert      | RUS Rússia          | 0.193   | 54.96 |        |
| 7                 | 3     | Zuzana Hejnová        | CZE República Checa | 0.195   | 54.97 |        |
| 8                 | 8     | Tiffany Ross-Williams | USA Estados Unidos  | 0.184   | 57.55 |        |

Legenda
| Recorde mundial      | Recorde mundial (World record)               |                       | Recorde africano                      | Recorde africano (African) |                                           | Q | Classificado por posição (Qualified) |
| Recorde olímpico     | Recorde olímpico (Olympic record)            | Recorde da América    | Recorde da América (Americas)         | q                          | Classificado por melhor tempo (Qualified) |   |                                      |
| Melhor marca do ano  | Melhor marca do ano (World leading)          | Recorde asiático      | Recorde asiático (Asian)              | DNS                        | Não largou (Did not start)                |   |                                      |
| Recorde nacional     | Recorde nacional (National record)           | Recorde europeu       | Recorde europeu (European)            | DNF                        | Não terminou (Did not finish)             |   |                                      |
| Recorde pessoal      | Recorde pessoal do atleta (Personal best)    | Recorde da Oceania    | Recorde da Oceania (Oceania)          | DSQ / DQ                   | Desclassificado (Disqualified)            |   |                                      |
| Recorde da temporada | Recorde da temporada do atleta (Season best) | Recorde sul-americano | Recorde sul-americano (South America) | NM                         | Sem marca (No mark)                       |   |                                      |